# Out Is Through
Out Is Through is een nummer van de Canadese zangeres Alanis Morissette uit 2004. Het is de tweede single van haar zesde studioalbum So-Called Chaos.
"Out Is Though" flopte in Morissette's thuisland Canada. Ondanks dat het nummer in Europa veel gepromoot werd, was het succes in Europa vrij matig te noemen, met bijvoorbeeld in 56e positie in het Verenigd Koninkrijk. In Nederland kwam het tot de 11e positie in de Tipparade.

## Tracklijst
CD1
1. "Out Is Through"
2. "Spineless" (Vancouver sessions)

CD2
1. "Out Is Through"
2. "Eight Easy Steps" (Vancouver sessions)
3. "This Grudge" (Vancouver sessions)